# Seyðisfjörður
Seyðisfjörður [ˈsɛiːðɪsˌfjœrðʏr] (deutsch „Fjord der Feuerstelle“) ist eine Stadt im Osten Islands in der Region Austurland. Sie liegt am Ende des gleichnamigen Fjords. Am 1. Januar 2023 hatte Seyðisfjörður 659 Einwohner. Bis 2019 war sie eine eigene Gemeinde (Seyðisfjarðarkaupstaður). Mit den weiter nördlich an der Küste liegenden Ortschaften Bakkagerði, Djúpivogur und Fljótsdalshérað ist Seyðisfjörður seit 2020 zur Großgemeinde Múlaþing verbunden.

## Wirtschaft
Die Stadt am Ende des gleichnamigen Fjordes hat einen der besten Naturhäfen ganz Islands. Der Hafen Seyðisfjörður ist der Anlaufhafen der Norröna, der einzigen Autofähre, die Island über die Färöer und Dänemark mit dem europäischen Festland verbindet. Sie verkehrt unter der Flagge der Färöer.
Die Passstraße über die Hochebene Fjarðarheiði führt in die nächstgelegene Stadt Egilsstaðir, wo sich der einzige Flughafen Ostislands befindet, und zum Hringvegur (27 km).

## Geschichte
Seyðisfjörður war bereits Ende des 19. Jahrhunderts eine stadtähnliche Siedlung (Kauptún) und zählte 1890 377 Einwohner. Durch den norwegischen Industriellen und Reeder Otto Wathne, dem 1900 im Ort ein Denkmal errichtet wurde, erlebte Seyðisfjörður einen erheblichen wirtschaftlichen Aufschwung. Er sorgte u. a. dafür, dass 1895 auf der Halbinsel Dalatangi östlich von Seyðisfjörður der erste Leuchtturm Islands gebaut wurde, so dass Schiffen die Einfahrt in den Fjord und damit die Fahrt nach Seyðisfjörður erheblich erleichtert wurde. Seyðisfjörður erhielt 1895 als vierter Ort Islands Stadtrechte (Kaupstaðurréttindi) und war 1901 mit 841 Einwohnern die weitaus größte Ortschaft im Osten Islands. Das erste Wasserkraftwerk Islands wurde 1913 am Rande von Seyðisfjörður am Fluss Fjarðarsel errichtet. Seyðisfjörður war die erste voll elektrifizierte Stadt Islands. Deshalb gibt es in ihr auch ein Technikmuseum.
1910 lag die Einwohnerzahl der Stadt bei 928, 1920 bei 871, 1930 bei 936, 1940 bei 904, 1950 bei 744, 1960 bei 745, 1970 bei 884 und 1981 bei 989. 1989 betrug die Einwohnerzahl 997.
In Seyðisfjörður endete das erste, 1906 verlegte Unterseetelefonkabel nach Island. Der Fjord war zudem im Zweiten Weltkrieg ein Marinestützpunkt der Alliierten und Ausgangs- oder Endpunkt einiger Nordmeergeleitzüge. Am 10. Februar 1944 versenkten drei deutsche Flugzeuge den britischen Tanker Grillo, der gerade in Seyðisfjörður vor Anker lag.
Am 26. Oktober 2019 fand eine Abstimmung zum Zusammenschluss mit 3 weiteren Gemeinden statt. Die neue, seit 2020 bestehende, Gemeinde heißt Múlaþing.
Im Dezember 2020 wurden durch anhaltende Regenfälle Schlammlawinen ausgelöst. Die Schlammlawine am 18. Dezember war die größte, die jemals in bewohntem Gebiet auf Island niedergegangen ist. Sie zerstörte 13 Häuser und beschädigte das Technikmuseum schwer. Durch glückliche Umstände gab es keine Todesopfer. Seyðisfjörður war zeitweise evakuiert.
Durch Erdrutsche vom Berg Bjolfur (1 075 m) waren bereits 1895 24 und 1950 fünf Menschen ums Leben gekommen.
Unweit des Hofes Þórarinsstaðir, etwa 10 km östlich der Stadt, wurden 1998–1999 Gräber sowie die Fundamente einer Kirche aus dem 11. Jahrhundert freigelegt.

## Einwohnerentwicklung
Wie inzwischen die meisten Gebiete Islands außer dem Südwesten rund um die Hauptstadt Reykjavík ist Seyðisfjörður von Bevölkerungsschwund betroffen. Von 1997 bis 2014 betrug der Bevölkerungsrückgang 17 %.
| Datum        | Einwohner |
| ------------ | --------- |
| 1. Dez. 1997 | 800       |
| 1. Dez. 2003 | 741       |
| 1. Dez. 2004 | 714       |
| 1. Dez. 2005 | 731       |
| 1. Dez. 2006 | 726       |
| 1. Dez. 2007 | 716       |
| 1. Jan. 2014 | 665       |

## Kultur
Seyðisfjörður ist Haupthandlungsort des Buches Brandstifter (isländisch „Vargurinn“) von Jon Hallur Stefánsson. Auch die im Jahr 2015 produzierte isländische Fernsehserie Trapped – Gefangen in Island spielt in dem Ort. Gedreht wurde allerdings hauptsächlich in Siglufjörður.
Die 1920 erbaute Seyðisfjarðarkirkja, in der im Sommer Konzerte stattfinden, ist unter dem Namen Bláa Kirkja (Blaue Kirche) bekannt. 2006 trat die Band Sigur Rós vor dieser Kirche auf, was in ihrem Film Heima gezeigt wird.
Im 1894 erbauten Wohnhaus des Industriellen Otto Wathne, das zeitweise als Rathaus diente, wurde ein Technikmuseum (Tækniminjasafn) eingerichtet. Durch die Schlammlawine, die im Dezember 2020 in der Stadt erheblichen Schaden anrichtete, wurde auch das Museum erheblich beschädigt. Das Wasserkraftwerk Fjarðarselsvirkjun, das erste Wasserkraftwerk Islands, das 1913 errichtet wurde und noch heute in Betrieb ist, beherbergt seit 2003 ebenfalls ein Museum. Das Kulturzentrum Skaftafell wird für Ausstellungen und verschiedene Veranstaltungen genutzt.

## Städtepartnerschaften
Partnerstädte von Seyðisfjörður sind
- Lyngby-Taarbæk (Dänemark)
- Vantaa (Finnland)
- Nuuk (Grönland)
- Askim (Norwegen)
- Huddinge (Schweden)
- Sandur (Färöer)

## Töchter und Söhne
- Nína Tryggvadóttir (1913–1968), Malerin
- Jón Páll Bjarnason (1938–2015), Jazzgitarrist
- Kristín Steinsdóttir (* 1946), Schriftstellerin

## Bilder

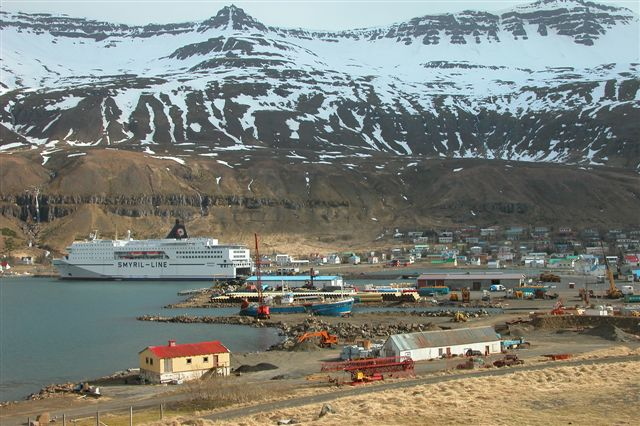
Die Fähre im Hafen
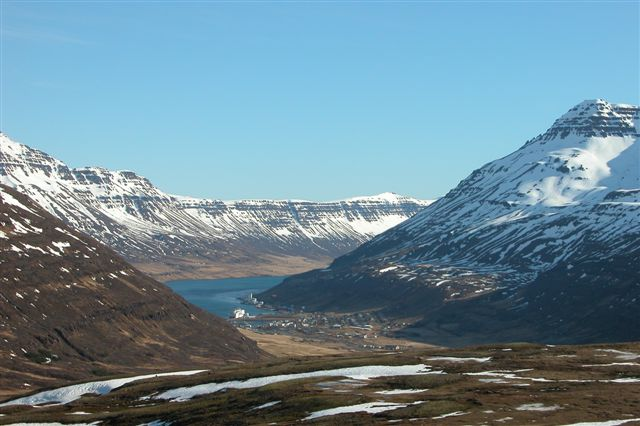
Blick von der Passhöhe
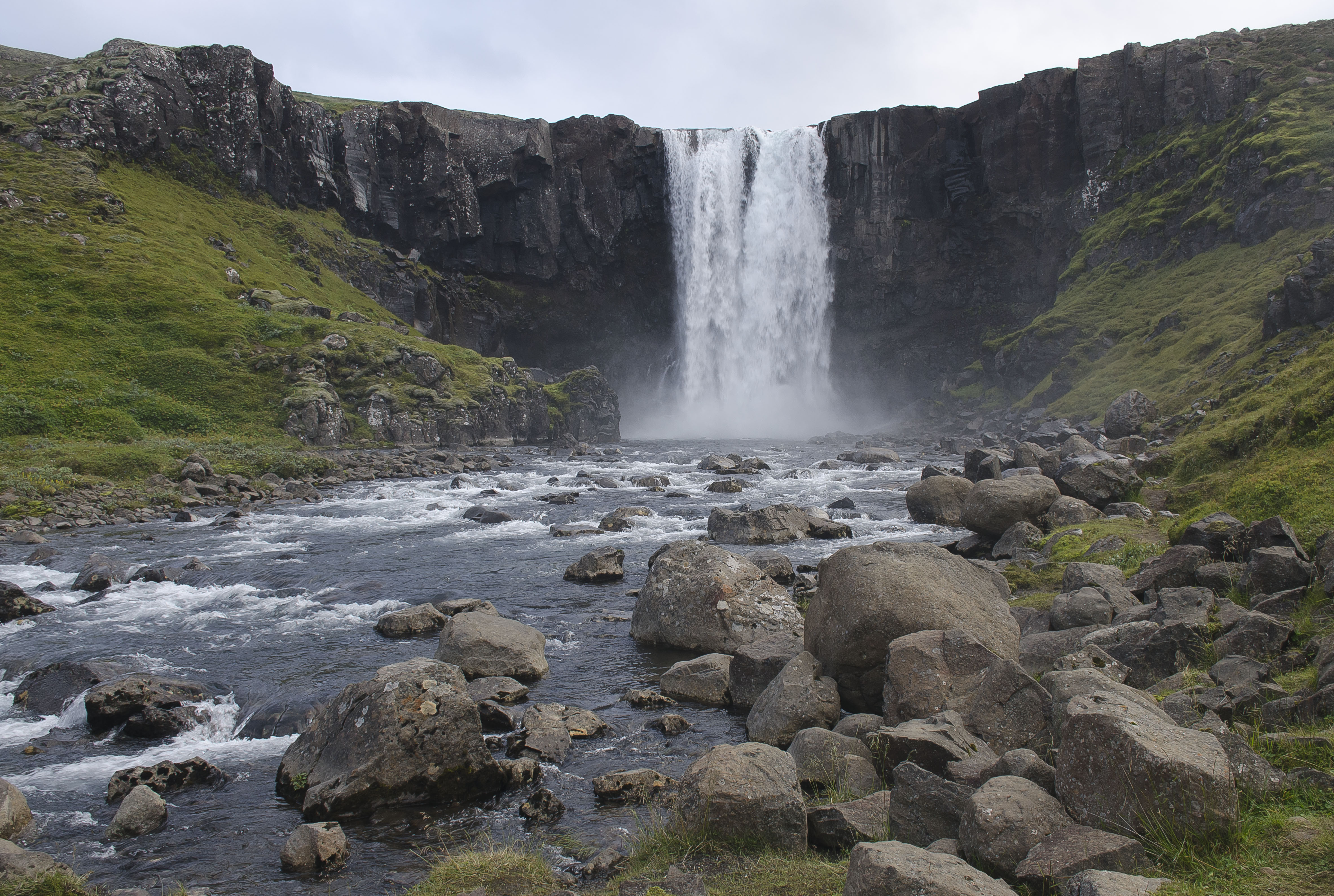
Gufufoss, an der Straße zwischen Egilsstaðir und Seyðisfjörður
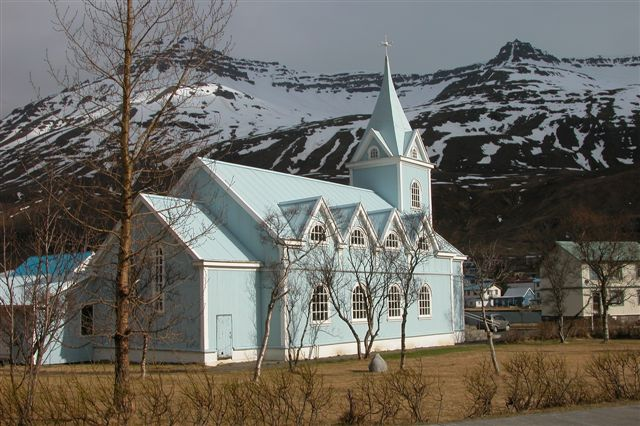
Kirche in Seyðisfjörður
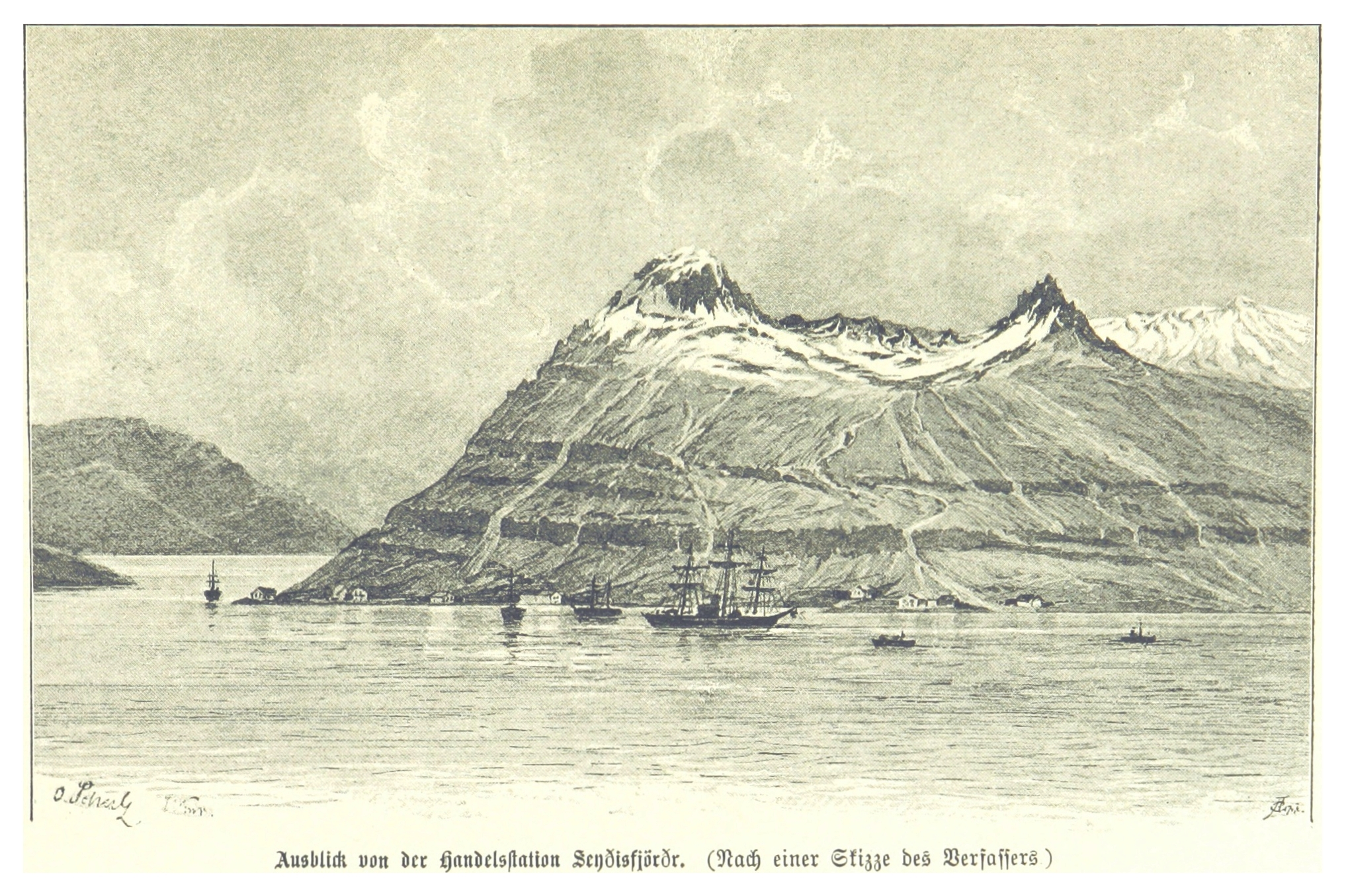
Handelsposten Seyðisfjörður (um 1885)